# Hendrick Martensz. Sorgh

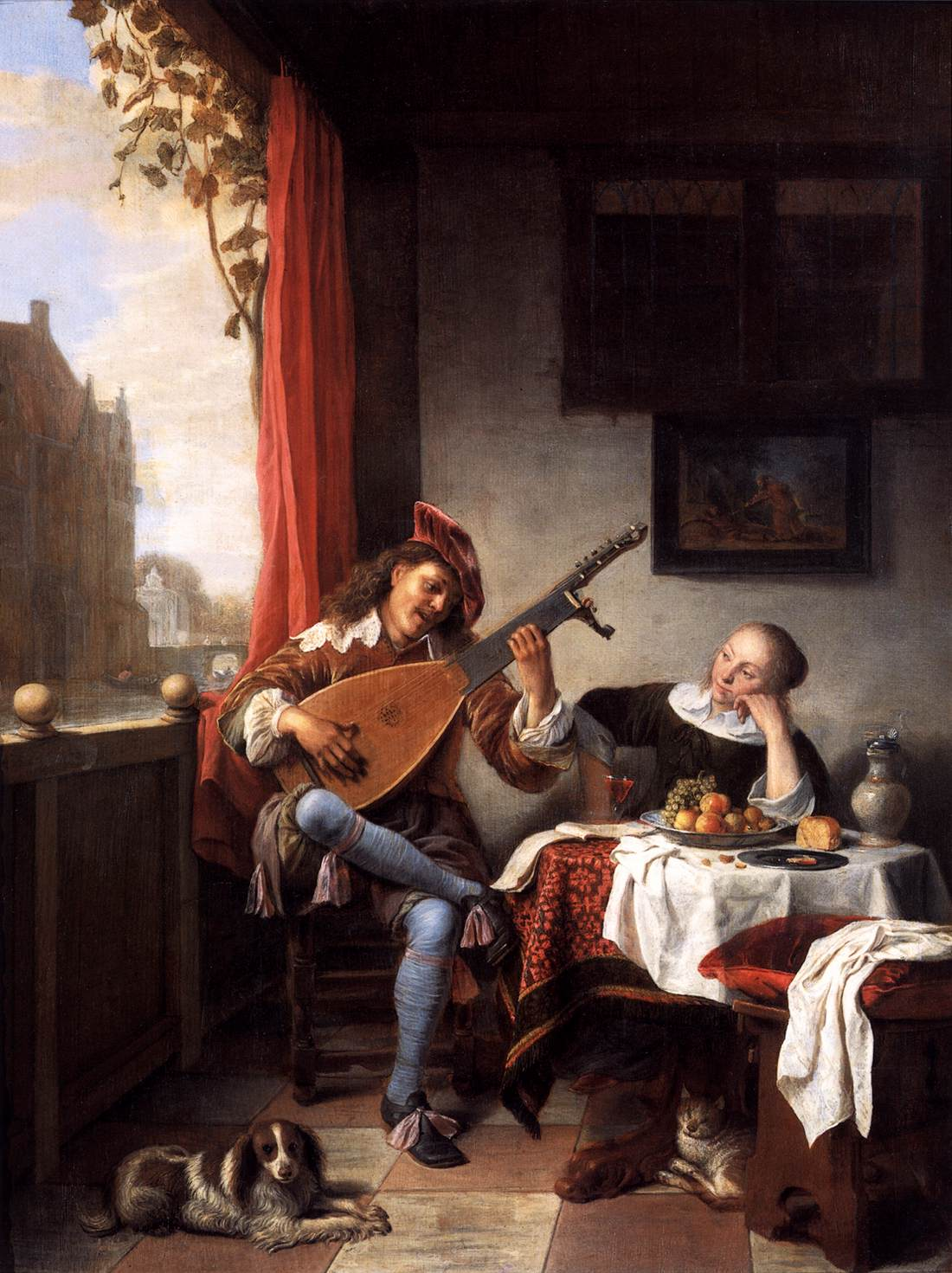
Hendrick Sorgh, Lutnista (1661)

Hendrick lub Hendrik Martensz. Sorgh (ur. ok. 1611 w Rotterdamie, zm. w 1670 tamże) – holenderski malarz okresu baroku.
Prawdopodobnie był uczniem Davida Teniersa II lub Willema Buytewecha. Na jego twórczość miał wpływ Willem de Poorter. Mieszkał stale w Rotterdamie. W 1636 lub 1637 został mistrzem w Gildii malarzy św. Łukasza.
Specjalizował się w malowaniu wnętrz chłopskich i kuchennych z rozbudowanymi martwymi naturami, scen targowych i muzykujących towarzystw. Tworzył też portrety, mariny i obrazy historyczne.
Jego uczniami byli Pieter Crijnsz. Volmarijn (ok. 1629-1679) i być może Abraham Diepraam (ok. 1622-1670).

## Wybrane dzieła
- Bójka wieśniaków w karczmie – Berlin, Gemaeldegalerie,
- Dwie postacie we wnętrzu – Bukareszt, National Museum of Art of Romania,
- Grający na teorbanie (1661) – Amsterdam, Rijksmuseum,
- Kobieta grająca w karty z dwoma wieśniakami (1644) – Londyn, National Gallery,
- Kochankowie przy stole (1644) – Londyn, National Gallery,
- Lutnista (1661) – Amsterdam, Rijksmuseum,
- Para grająca w karty – Drezno, Gemaeldegalerie,
- Przypowieść o robotnikach w winnicy (1665) – Brunszwik, Herzog Anton Ulrich-Museum,
- Rodzina Eeuwouta Prinsa (1661) – Rotterdam, Historisch Museum,
- Scena kuchenna (1643) – Warszawa, Muzeum Narodowe,
- Targ rybny (1654) – Kassel, Gemaeldegalerie,
- Targ rybny (1667) – Drezno, Gemaeldegalerie,
- Targ warzywny (1653) – Kassel, Gemaeldegalerie,
- Wnętrze z martwą naturą – Detroit, Institute of Arts.